# Hvar (insulă)

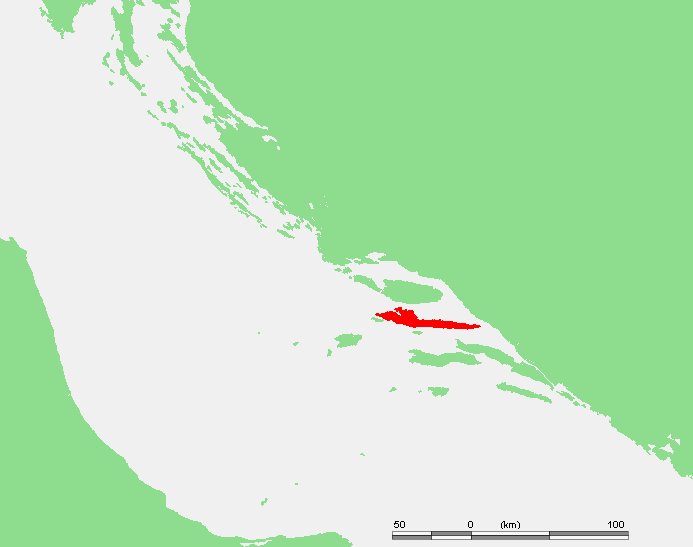

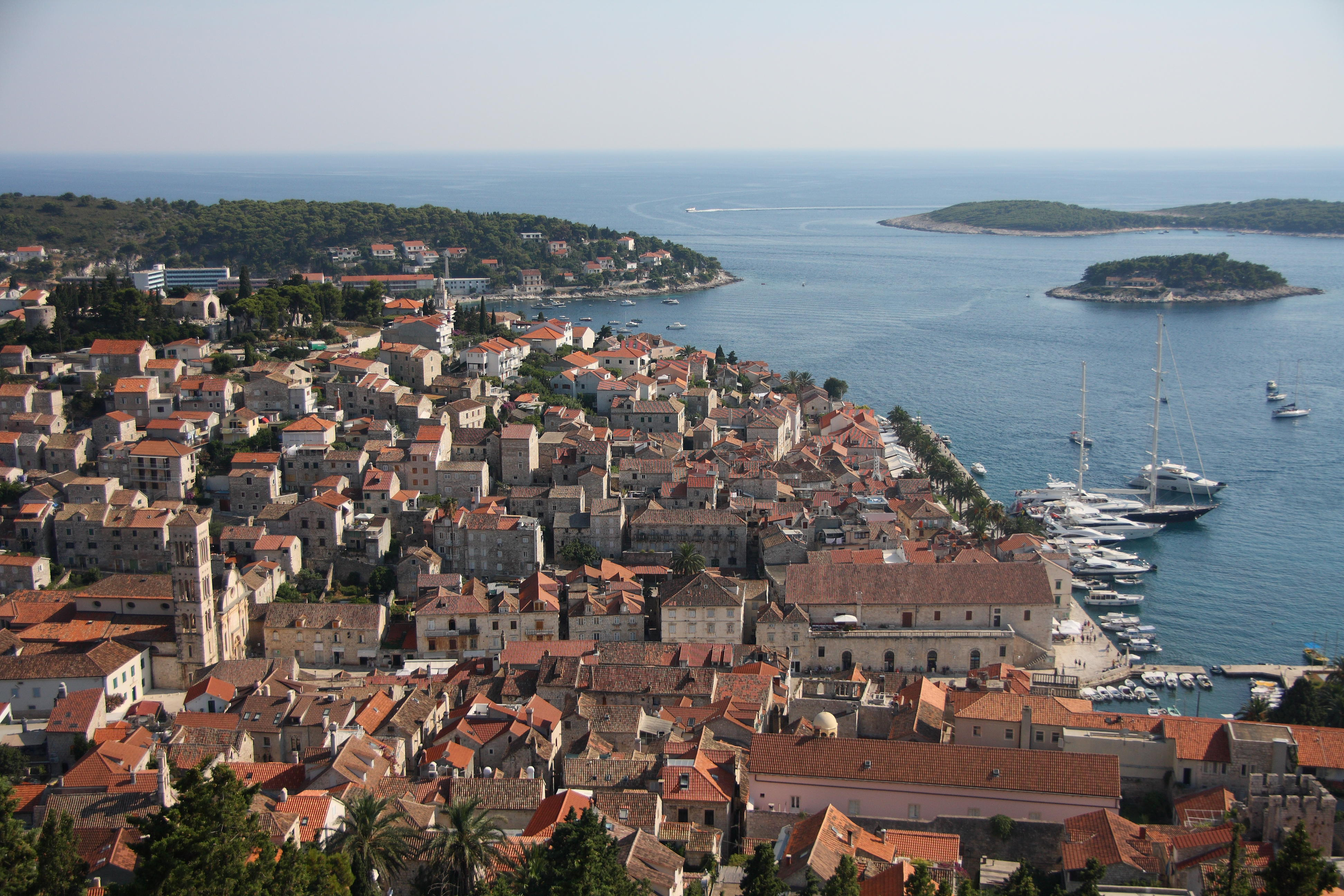
Oraşul Hvar

Hvar (italiană Lesina) este o insulă în Marea Adriatică, pe coasta dalmată în Croația de astăzi. Având o suprafață de 299,6 km² și o lungime de circa 80 km, este a patra insulă ca întindere și a doua ca lungime din arhipelagul dalmațian. Cel mai înalt punct al insulei este Sveti Nikola (Sfântul Nicolae)  cu altitudinea de 628 meteri, vizibil, atât de pe insulele învecinate cât și de pe coasta dalmațiană.